# Pero corosha
Pero corosha is een vlinder uit de familie van de spanners (Geometridae). De wetenschappelijke naam van de soort is voor het eerst geldig gepubliceerd in 2010 door Lévêque.

## Type
- holotype: "male. 13.XI.2001. A.Lévêque. A.Lévêque genitalia slide no. AL 30"
- instituut: Museo de Historia Natural, Universidad Nacional Mayor de San Marcos, Lima, Peru
- typelocatie: "Peru, Amazonas, route de Jaén à Rioja, intersection pour Corosha km 15, 2000 m"